# 會厭擠喉音
會厭擠喉音，或聲門擠喉音，是一種極罕見的輔音，被使用在一些口語。會厭擠喉音的國際音標寫作⟨ʡʼ⟩。

## 特徵
- 調音方法是閉塞，也就是說通過阻礙空氣在聲道流動來調音。由於此輔音也是一個口腔輔音，故氣流被完全地阻塞住，而形成一個塞音。
- 調音部位是會厭，即是以杓狀會厭襞接觸會厭來調音。

- 發聲類型是清音，意味着發音時聲帶並不顫動。
- 本輔音是口腔輔音（口音），表示調音時空氣只從口裡流出。
- 本輔音為中央輔音，調音時氣流在口腔的中央流過舌面，而不從兩側流過。
- 氣流機制是擠喉音，通過將聲門向上擠壓而將空氣排出。

## 出現
有研究報告指出在東北高加索語系的達爾金語中有會厭擠喉音的出現。

## 外部鏈結
- /ʡʼ/ unvoiced radical pharyngeal ejective stop
- 在PHOIBLE上搜尋含有[ʡʼ]的語言

1. ↑  Daniel, Michael; Dobrushina, Nina; Ganenkov, Dmitry (编). . Languages of the Caucasus 1. Berlin: Language Science Press. 2019. ISBN 978-3-96110-208-2. doi:10.5281/zenodo.3374730. hdl:/20.500.12657/23417.